# Tweede Kamerverkiezingen 2017/Kandidatenlijst/Nieuwe Wegen
Dit is de lijst van kandidaten van Nieuwe Wegen voor de Nederlandse Tweede Kamerverkiezingen van 15 maart 2017, zoals deze op 3 februari 2017 werd vastgesteld door de Kiesraad. De lijst in kieskring 19 (Maastricht) had een afwijkende volgorde.

## Achtergrond
Op 16 januari 2017 presenteerde Nieuwe Wegen de kandidatenlijst voor de Tweede Kamerverkiezingen van 15 maart 2017. Lijsttrekker werd Alfred Oosenbrug.

## De lijst
| Positie  | Positie | Naam                       | Stemmen |
| 1-18, 20 | 19      | Naam                       | Stemmen |
| -------- | ------- | -------------------------- | ------- |
| 1        | 1       | Alfred Oosenbrug           | 4.584   |
| 2        | 2       | Jacques Monasch            | 5.277   |
| 3        | 3       | Ramona Beemsterboer        | 1.117   |
| 4        | 4       | Iprahim Ekiz               | 157     |
| 5        | 5       | Ton Spitsbaard             | 111     |
| 6        | 8       | Wendy Vianen-van der Geest | 456     |
| 7        | 10      | Kees van Leeuwen           | 188     |
| 8        | 12      | Arjan van Duijvenvoorde    | 93      |
| 9        | 9       | Inge Jochems               | 379     |
| 10       | 13      | Sietze Jan Dijkstra        | 52      |
| 11       | 11      | Romeo Durgaram             | 85      |
| 12       | 14      | Yvonne de Vries            | 144     |
| 13       | 6       | Jaco Verstappen            | 276     |
| 14       | 15      | Bo van Scheyen             | 95      |
| 15       | 16      | David de Jong              | 177     |
| 16       | 17      | George van Leeuwen         | 44      |
| 17       | 18      | Jeanet Pijpker             | 106     |
| 18       | 19      | Erik van Eldik             | 32      |
| 19       | 20      | Hanneke Willemstein        | 103     |
| 20       | 21      | Eddie Komdeur              | 57      |
| 21       | 22      | Roelof van Dijken          | 32      |
| 22       | 23      | Roelof Heyser              | 50      |
| 23       | 24      | Ruud van Gessel            | 56      |
| 24       | 25      | Marco Haak                 | 57      |
| 25       | 7       | John Thiemann              | 176     |
| 26       | 26      | Jorik Visscher             | 51      |
| 27       | 27      | Jana Hurtado-Panek         | 57      |
| 28       | 28      | Wim van der Maas           | 99      |
| 29       | 29      | Simone de Boer             | 171     |
| 30       | 30      | Leo Buchel                 | 80      |

VVD · PvdA · PVV · SP · CDA · D66 · ChristenUnie · GroenLinks · SGP · Partij voor de Dieren · 50PLUS · OndernemersPartij · VNL · DENK · Nieuwe Wegen · Forum voor Democratie · De Burger Beweging · Vrijzinnige Partij · GeenPeil · Piratenpartij · Artikel 1 · Niet Stemmers · Libertarische Partij · Lokaal in de Kamer · Jezus Leeft · StemNL · Mens en Spirit/Basisinkomen Partij/V-R · Vrije Democratische Partij